# Локателли, Джузеппе
Джузе́ппе Локате́лли (итал. Giuseppe Locatelli; 1914—1940) — итальянский офицер, танкист, участник Второй мировой войны. Кавалер высшей награды Италии за подвиг на поле боя — золотой медали «За воинскую доблесть» (1940, посмертно).

## Биография
Родился 24 июня 1914 года в Парме, Королевство Италия.
Закончив в 1932 году Технический институт Реджио-Эмилия по специальности бухгалтерский учёт, поступил в Военную академию Модены, которую окончил в 1934 году в звании младшего лейтенанта берсальеров. После службы в 6-м полку, в марте 1936 года переведён в танковый полк, где вскоре он был произведён в лейтенанты.
В ноябре 1936 года направлен в Сомали и в течение двух лет принимал участие в военных операциях в Восточной Африке.
В апреле 1939 года в составе 3-го танкового полка участвовал в военных действиях на Западном фронте, затем переведён в 4-й танковый полк. Приняв на себя командование танковым взводом M11/39, направлен из Неаполя в Северную Африку.
Командир 5-го танкового взвода M11/39 4-го танкового полка (группа Малетти) лейтенант Джузеппе Локателли отличился в ходе Египетской операции итальянских войск в районе Алам Абу Хилат (Северная Африка).
19 ноября 1940 года для подтверждения данных авиаразведки к Бир-Эмба были направлены две танковые колонны M11/39, которые были атакованы превосходящими силами англичан в районе Алам Абу Хилат и уничтожены. Лейтенант Джузеппе Локателли до последнего пытался организовать отход, погиб в этом бою. 21 ноября остатки разведгруппы вернулись в расположение главных сил 4-го танкового полка.
Из представления к награде:

Начиная с первого дня войны, командир танкового взвода направлял всю свою энергию на техническую и моральную подготовку своего подразделения, которое впоследствии действовало умело и добивалось побед в боях. Направленный на поддержку одной из наших колонн в быстрой разведывательной операции, он не постеснялся со своим подразделением противостоять превосходящему числу вражеской бронетехники, которая атаковала колонну. Несколько раз он был ранен, но учитывая, что неудача его подразделения приведёт к краху всей операции, продержался в течение более трёх часов силами всего 13 танков, не выдавая ни малейших признаков колебания, что позволило создать впечатление, что действуют по крайней мере 50 единиц бронетехники при поддержке артиллерии. Перебегая пешком от одного танка к другому, чтобы отдать быстрые и более точные приказы и сохранить жизнь, подавая своим подчинённым пример героизма, агрессивного духа и пренебрежения опасностью, он смог парализовать дерзость противника и вывести колонну из боя. Обеспечив организованный отход подразделения, он остался один на один с врагом на своём танке, выдержав 8 попаданий, которые, однако, не смогли вывести его из боя. Пушечный выстрел накрыл его танк в тот момент, когда он с вытянутой рукой из открытого люка отдавал команду, ведя своих танкистов за собой.
Алам Абу Хилат (Северная Африка), 19 ноября 1940 года.
Оригинальный текст (итал.)Assunto, fin dal primo giorno di guerra, il comando di una compagnia carri armati, dedicava ogni sua migliore energia alla preparazione tecnica e spirituale del reparto, che poi guidava abilmente in un seguito di vittoriose azioni. Uscito dalle linee con il battaglione di cui faceva parte, per appoggiare una nostra colonna celere in una ricognizione offensiva, non esitava a fronteggiare col suo reparto schiaccianti forze corazzate nemiche che avevano attaccato la colonna. Più volte ferito, conscio che un cedimento della sua unità avrebbe determinato il crollo del nostro dispositivo, sosteneva per oltre tre ore, con 13 carri soltanto e senza dare alcuna impressione di vacillamento, l’urto di almeno 50 mezzi corazzati appoggiati da artiglierie. Correndo a piedi da un carro all’altro per impartire con maggiore rapidità e precisione gli ordini e per tener vivi, con l’esempio del suo eroismo lo spirito aggressivo e lo sprezzo del pericolo nei suoi dipendenti, riusciva a paralizzare la baldanza nemica, permettendo alla nostra colonna celere di disimpegnarsi. Disposto l’ordinato ripiegamento del reparto, restava col solo suo carro a fronteggiare gli avversari per dar modo agli altri mezzi, piiì volte colpiti, di disimpegnarsi dalla lotta. Una cannonata lo colpiva in pieno, mentre col braccio teso fuori dallo sportello del carro, in atteggiamento di comando, additava ai suoi carri sti la direzione da seguire.

Alam Abu Hileiuat (A.S.), 19 novembre 1940.

Вместе с лейтенантом Джузеппе Локателли в этом же бою отличились сержант Умберто Дианда и младший лейтенант Лео Тодескини.

## Награды
- Золотая медаль «За воинскую доблесть» (1940, посмертно)

## Память
В память о Джузеппе Локателли назван танковый батальон 60-й моторизованной бригады «Пинероло» (Алтамура). В его честь названа одна из улиц Пармы.